# Шмидт, Сонни
Эдмонд Алтен (Сонни) Шмидт (англ. Edmond Alten "Sonny" Schmidt; 9 сентября 1953, Новая Зеландия — 25 января 2004, Мельбурн Австралия) — профессиональный австралийский бодибилдер. 
Дебютировав в 1989 году, Шмидт в течение десяти лет был участником крупных международных соревнований по культуризму. Наивысшим достижением спортсмена стала победа на турнире «Мастера Олимпии» в 1995 году. В 2000 году Сонни был арестован по подозрению в контрабанде кокаина. Скончался от рака в возрасте 50 лет в своём доме в Мельбурне, Австралия.

## История выступлений
| - 1989 IFBB World Pro, 8 - 1989 Гран-при Мельбурна, 7 - 1990 Ниагарский водопад Про, 8 - 1990 Ночь чемпионов, 6 - 1991 Сан-Хосе Про, 2 - 1991 Ниагарский водопад Про, 2 - 1991 Ночь чемпионов, 2 - 1991 Гран-при Дании, 2 - 1991 Гран-при Италии, 3 - 1991 Мистер Олимпия, 6 - 1991 Гран-при Испании, 3 - 1991 Гран-при Англии, 5 - 1991 Гран-при Швейцарии, 5 - 1991 Гран-при Финляндии, 6 - 1992 Гран-при Италии, 3 - 1992 Гран-при Германии, 3 | - 1992 Арнольд Классик, 3 - 1992 Питтсбург Про, 2 - 1992 Мистер Олимпия, 7 - 1992 Гран-при Англии, 3 - 1992 Гран-при Нидерландов, 4 - 1993 Гран-при Испании, 2 - 1993 Гран-при Финляндии, 4 - 1993 Арнольд Классик, 9 - 1993 Мистер Олимпия, 8 - 1993 Гран-при Англии, 4 - 1994 Гран-при Италии, 8 - 1994 Айронмен Про, 6 - 1994 Арнольд Классик, 10 - 1994 Мистер Олимпия, 10 - 1994 Гран-при Испании, 7 - 1994 Гран-при Германии, 9 | - 1994 Гран-при Англии, 11 - 1994 Гран-при Британии, 10 - 1994 Гран-при Франции, 10 - 1995 Мастера Олимпии, 1 - 1995 Мистер Олимпия, 13 - 1995 Гран-при Испании, 7 - 1995 Гран-при Германии, 5 - 1995 Гран-при Англии, 7 - 1995 Гран-при Франции, 7 - 1995 Гран-при Украины, 7 - 1995 Гран-при России, 7 - 1996 Мастера Олимпии, 2 - 1997 Мастера Олимпии, 2 - 1999 Мастера Олимпии, 3 |

## Про рейтинг
- Рейтинг мужчин профессионалов IFBB по бодибилдингу 1998 года (10.06.1998) — 51 место.